# Metasia diplophragma
Metasia diplophragma là một loài bướm đêm trong họ Crambidae.